# Aufruhr der Engel
Aufruhr der Engel (frz. Originaltitel: La Révolte des anges) ist ein phantastischer Roman  von Anatole France, der 1914 erschien.

## Inhalt
Der Roman behandelt die Planung und Vorbereitung eines Aufstandes von Engeln gegen Gott. Die Engel sind in eine strikte Hierarchie eingeteilt, auf der untersten Stufe stehen die Schutzengel, die ihre menschlichen Schützlinge auf der Erde unsichtbar begleiten.
Maurice d'Esparvieu ist ein junger Mann aus einer wohlhabenden, angesehenen, katholischen Familie aus Paris. Zum Leidwesen seiner Eltern macht er aber Schulden, hat mehrere Affären und unterhält Beziehungen in ein nicht standesgemäßes Milieu. Maurices Schutzengel Arcade verbringt (unsichtbar) viel Zeit in der alten und umfangreichen Privatbibliothek von Maurices Vater, um mehr über die Natur, das Universum und die Position Gottes darin zu erfahren. Er gelangt zu der Überzeugung, dass Gott weder allwissend noch allmächtig und auch nicht das einzige göttliche Wesen ist. Stattdessen ist er ein unbedeutender Demiurg namens Jaldabaoth, der nur über einen winzigen Planeten in den Weiten des Universums herrscht – und selbst den Bewohnern dieses Planeten, den Menschen, gaukelt er seine große Macht nur vor. Er ist Engeln wie Menschen gegenüber willkürlich und grausam und müsse deshalb gestürzt werden; Luzifer soll seinen Thron einnehmen. Dieser wird mit Dionysos identifiziert und soll ein neues Goldenes Zeitalter der Lust, Lebensfreude, Harmonie, Vernunft und der Abkehr vom Gegensatz Tugend/Sünde anbrechen lassen.
Arcade gibt sich eine menschliche Gestalt und sucht in den zwielichtigen Vierteln von Paris nach Verbündeten für die Rebellion. Deshalb sagt er sich von seinem Schützling Maurice los, was dieser aber nicht hinnehmen will und Arcade durch Paris verfolgt. Maurices Beziehung zu seinen konservativen und bigotten Eltern verschlechtert sich, bis sein Vater ihn schließlich verstößt.

Nach Jahren ist die Bewegung auf Hunderttausende von Engeln gewachsen und Arcade geht mit seinen frühesten Kampfgefährten zu Satan/Luzifer, um ihn zu bitten, sie in den Kampf zu führen. Dieser möchte ihnen erst am nächsten Tag darauf antworten. In der Nacht träumt er von seiner künftigen Herrschaft und erkennt, dass er als Herrscher genauso grausam wäre wie Gott: Beide würden die Plätze tauschen, aber für die Menschen würde sich nichts ändern. Daher soll nun doch kein Krieg gegen die himmlischen Heerscharen, sondern ein innerer Kampf gekämpft werden:

„Aber was nützt es, daß die Menschen Jaldabaoth nicht mehr unterworfen sind, wenn der Geist Jaldabaoths noch in ihnen ist, wenn sie nach seinem Ebenbild eifersüchtig, gewalttätig, streitsüchtig, habgierig und Feinde der Künste und der Schönheit sind? [...] Was uns angeht, himmlische Geister, erhabene Dämonen, so haben wir unseren Tyrannen Jaldabaoth erst vernichtet, wenn wir die Unwissenheit und die Furcht in uns ausgemerzt haben.“

## Bezüge zur Wirklichkeit
Dadurch, dass sich Engel und Menschen im zeitgenössischen Paris begegnen, ist das Werk nicht nur ein phantastischer Roman, sondern auch ein Sozialroman, in dem durch die distanziert-ironische Darstellung der Figuren die gesellschaftlichen Zustände und politischen Kämpfe der Dritten Französischen Republik aufgezeigt werden. Besonders die Heuchelei des Bürgertums, die Katholische Kirche und das Militär werden verspottet.

## Übersetzungen und Adaptionen
Drei Jahre nach der französischen Originalausgabe erschien 1917 die erste deutsche Übersetzung von Rudolf Leonhard. 1979 brachte der Aufbau-Verlag in der bb-Reihe eine Neuübersetzung von Heidi Kirmße heraus, 2018 folgte die Neuübersetzung von Oliver Fehn. Neben dem Deutschen wurde der Roman in zehn weitere Sprachen übersetzt.
1978 verfasste Helfried Schreiter eine Theateradaption.

## Trivia
Aufruhr der Engel gehört zum Kanon von The Satanic Temple.